# Opel Insignia
L'Insignia est une berline du constructeur automobile allemand Opel, dont la première génération est sortie en 2008 et la deuxième en 2017.
Opel annonce en mars 2022 que la troisième génération d'Insignia, si elle venait à être commercialisée, deviendra électrique.

## Opel Insignia I (2008-2017)
L'Opel Insignia est un modèle haut de gamme du constructeur automobile allemand Opel sorti en 2008 en remplacement des Vectra et Signum. Elle est fabriquée à Rüsselsheim en Allemagne, où Opel a son siège social.

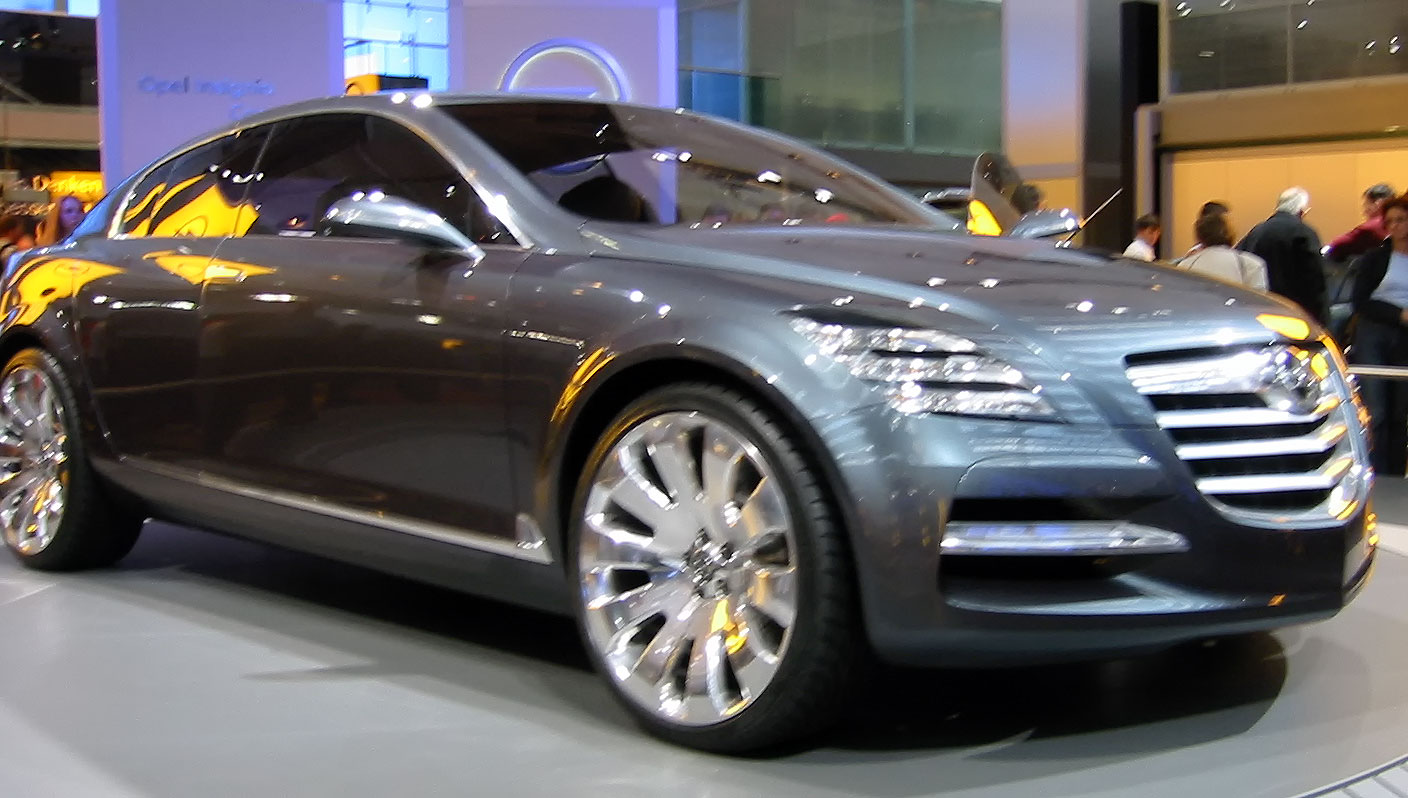
Opel Insignia Concept 2003

Présentée en 2003 sous la forme d'un concept car portant le nom de Opel Insignia Concept, elle abandonne, non seulement le nom de sa devancière, mais également tout le design. L'Insignia s'inspire du prototype GTC Concept présenté au salon de Genève en 2007. Disponible dans un premier temps en berline quatre et cinq portes (commercialisation en France dès janvier 2009), elle se voit décliner en break à partir d'avril 2009. Cette même année en 2009, 22 ans après l'Opel Omega, elle a remporté le trophée européen de la voiture de l'année.
L'Insignia est vendue à travers le monde entier sous les diverses marques de General Motors. Opel en Europe y compris en Irlande, Vauxhall en Grande-Bretagne, Holden en Australie et sous le blason Buick (Regal) en Amérique du Nord ainsi qu'en Chine, où elle est aussi produite. Elle fut présentée sous le nom Chevrolet Vectra au Chili.
Ce modèle est le premier d'une stratégie de rationalisation des modèles entre les marques Opel et Buick amenée à se confirmer (Opel Insignia/Buick Regal, Opel Mokka/Buick Encore, Opel Cascada/Buick Cascada...).

### Phase 2

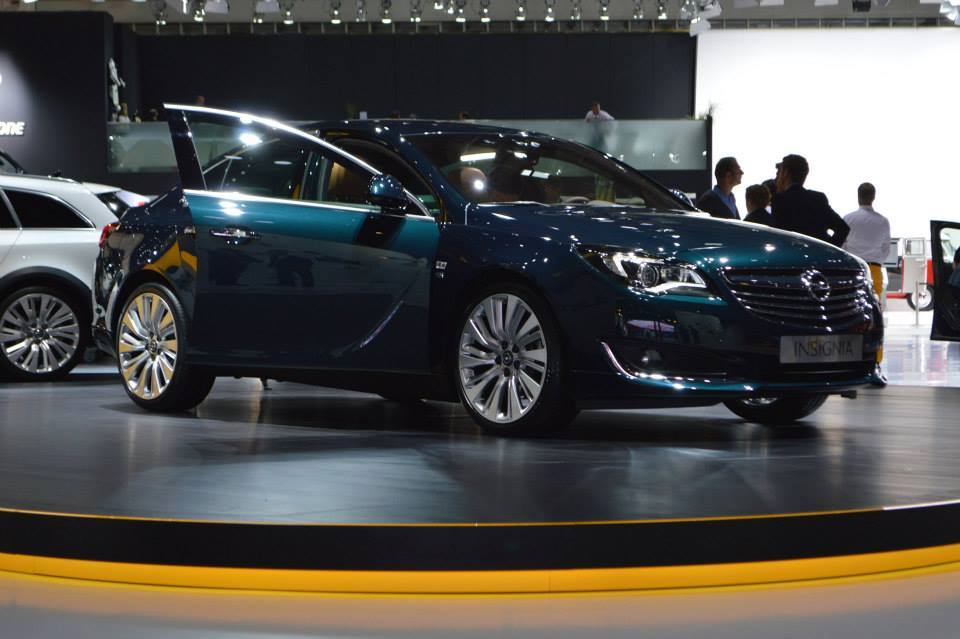
Opel Insignia phase 2.

Sur le Phase 2 les ingénieurs ont également apporté des améliorations aux trains roulants, notamment aux amortisseurs, aux barres antiroulis et à la direction, ce qui a eu pour conséquence d’améliorer son comportement. Avec des valeurs faibles de CX* (juste en dessous de 0,25),  elle est l'une des voitures de série la plus fluide.
À l'intérieur, la console centrale fut entièrement redessinée sur la Phase II, recevant un écran tactile de 20 cm équipé système IntelliLink et d'un pavé tactile en remplacement d'une molette. Dernière le nouveau volant, un écran 20 cm personnalisable (contrôlable à partir du volant multifonction) contient les informations du véhicule ainsi que les commandes de l'infotainment en lieu et place d'un écran monochrome. La version restylée de 2013 fut également le premier modèle Opel à recevoir le système d'assistance et de services GM OnStar.

### Design

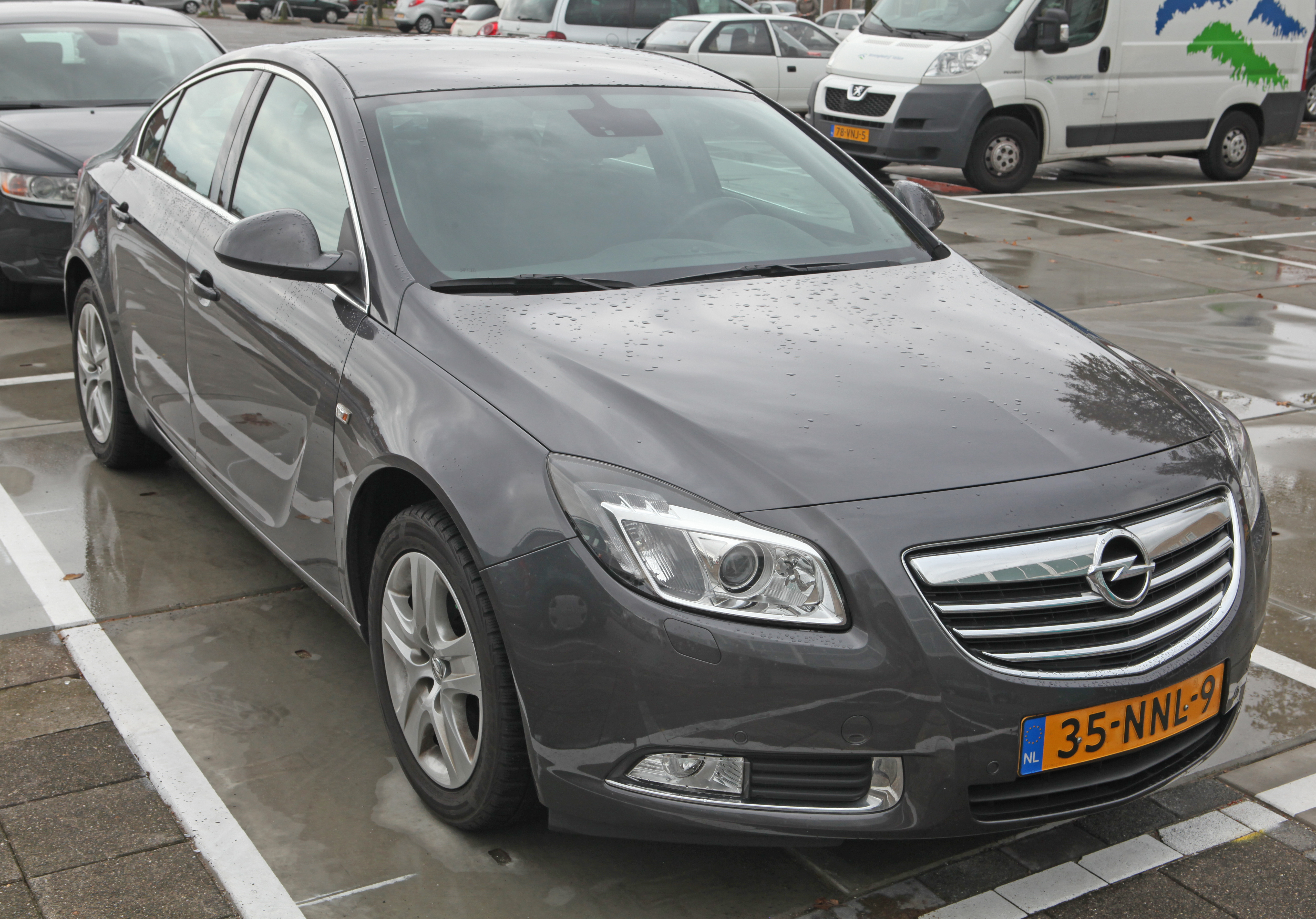
Opel Insignia I phase 1.

Présentée pour la première fois au salon de Londres en juillet 2008, l'Insignia, élue voiture de l'année 2009, est plus large et plus grande que sa devancière, la Vectra. La voiture mesure 4,83 m de long (4,91 pour le Sport Tourer), elle vise indéniablement les berlines de luxe grâce à des formes plus travaillées et élégantes mais aussi à sa dotation et sa qualité de fabrication. Bertrand Bach, designer de l’Insignia, considère que les proportions de la berline sont « un savant mélange de sculpture et de précision germanique ».
L'Insignia arbore les nouveaux codes stylistiques d'Opel, en particulier la calandre chromée sur la longueur mettant en valeur le logo. Elle opte par anticipation aux futures normes européennes, des feux de jour à LED dont le design en « aile » préfigure une nouvelle norme stylistique des futurs modèles. Le capot est sculpté de telle manière qu'il suit les courbes de la calandre tout en se prolongeant sur les flancs. Les rétroviseurs sont conçus afin de limiter la prise au vent pour réduire les bruits aérodynamiques et la consommation de carburant.
Pour reprendre les termes d'Opel, les lignes de l'Insignia dessinées en « lame », s'étirent des optiques arrière sur le bas de caisse jusqu'au passage des roues avant où elle remontent jusqu'aux optiques, jouant sur les effets de lumière générés. Ce dessin en « aile » se retrouve également dans les optiques arrière. Enfin, le bouclier arrière a aussi été travaillé pour un optimiser l'aérodynamique qui peut intégrer en option 2 pots d'échappement chromés, synonyme de sportivité.
Côté intérieur, l'Insignia exprime une nouvelle fois le design en « aile » par des lignes s'étirant des portières à la console centrale. Opel a mis l'accent sur le travail des sièges certifiés AGR lors du développement pour plus de confort sur les longs trajets.

### Motorisations
Diesel
|                            | 1.6 120                | 1.6 136                | 1.6 136                | 2.0 110                | 2.0 120                | 2.0 130                | 2.0 130                | 2.0 130                | 2.0 140                | 2.0 160                | 2.0 160                | 2.0 160                | 2.0 160                | 2.0 163                | 2.0 163                | 2.0 163                | 2.0 163                | 2.0 170                | 2.0 170                | 2.0 170                | 2.0 170                | 2.0 195                | 2.0 195                | 2.0 195                | 2.0 195                |
| Moteur                     | 4 cylindres en ligne   | 4 cylindres en ligne   | 4 cylindres en ligne   | 4 cylindres en ligne   | 4 cylindres en ligne   | 4 cylindres en ligne   | 4 cylindres en ligne   | 4 cylindres en ligne   | 4 cylindres en ligne   | 4 cylindres en ligne   | 4 cylindres en ligne   | 4 cylindres en ligne   | 4 cylindres en ligne   | 4 cylindres en ligne   | 4 cylindres en ligne   | 4 cylindres en ligne   | 4 cylindres en ligne   | 4 cylindres en ligne   | 4 cylindres en ligne   | 4 cylindres en ligne   | 4 cylindres en ligne   | 4 cylindres en ligne   | 4 cylindres en ligne   | 4 cylindres en ligne   | 4 cylindres en ligne   |
| Cylindrée                  | 1598                   | 1598                   | 1598                   | 1956                   | 1956                   | 1956                   | 1956                   | 1956                   | 1956                   | 1956                   | 1956                   | 1956                   | 1956                   | 1956                   | 1956                   | 1956                   | 1956                   | 1956                   | 1956                   | 1956                   | 1956                   | 1956                   | 1956                   | 1956                   | 1956                   |
| Puissance maximale         | 120 ch à 4 000 tr/min  | 136 ch à 3 500 tr/min  | 136 ch à 3 500 tr/min  | 110 ch à 4 000 tr/min  | 120 ch à 4 000 tr/min  | 130 ch à 4 000 tr/min  | 131 ch à 4 000 tr/min  | 131 ch à 4 000 tr/min  | 140 ch à 4 000 tr/min  | 160 ch à 4 000 tr/min  | 160 ch à 4 000 tr/min  | 160 ch à 4 000 tr/min  | 160 ch à 4 000 tr/min  | 163 ch à 4 000 tr/min  | 163 ch à 4 000 tr/min  | 163 ch à 4 000 tr/min  | 163 ch à 4 000 tr/min  | 170 ch à 4 000 tr/min  | 170 ch à 4 000 tr/min  | 170 ch à 4 000 tr/min  | 170 ch à 4 000 tr/min  | 195 ch à 4 000 tr/min  | 195 ch à 4 000 tr/min  | 195 ch à 4 000 tr/min  | 195 ch à 4 000 tr/min  |
| Couple maximal             | 320 N m à 1 750 tr/min | 320 N m à 2 000 tr/min | 320 N m à 2 000 tr/min | 260 N m à 1 750 tr/min | 320 N m à 1 750 tr/min | 300 N m à 1 750 tr/min | 300 N m à 1 750 tr/min | 300 N m à 1 750 tr/min | 370 N m à 1 750 tr/min | 350 N m à 1 750 tr/min | 350 N m à 1 750 tr/min | 350 N m à 1 750 tr/min | 350 N m à 1 750 tr/min | 380 N m à 1 750 tr/min | 380 N m à 1 750 tr/min | 380 N m à 1 750 tr/min | 380 N m à 1 750 tr/min | 400 N m à 1 750 tr/min | 400 N m à 1 750 tr/min | 400 N m à 1 750 tr/min | 400 N m à 1 750 tr/min | 400 N m à 1 750 tr/min | 400 N m à 1 750 tr/min | 400 N m à 1 750 tr/min | 400 N m à 1 750 tr/min |
| Boîte de vitesses          | BVM6                   | BVM6                   | BVA6                   | BVM6                   | BVM6                   | BVM6                   | BVM6                   | BVA6                   | BVM6                   | BVM6                   | BVM6 4x4               | BVA6                   | BVA6 4x4               | BVM6                   | BVM6 4x4               | BVA6                   | BVA6 4x4               | BVM6                   | BVM6 4x4               | BVA6                   | BVA6 4x4               | BVM6                   | BVM6 4x4               | BVA6                   | BVA6 4x4               |
| Vitesse maximale           | 195                    | 200                    | 200 à 210              | 190                    | 195                    | 205                    | 205                    | 204                    | 205                    | 215                    | 215                    | 215                    | 215                    | 220                    | 215                    | 210                    | 210                    | 225                    | 205 à 215              | 220                    |                        | 230                    | 228                    | 229                    | 225                    |
| 0-100 km/h                 | 11,9                   | 10,9                   | 10,9                   | 12,1                   | 11,9                   | 11,1                   | 11,1                   | 11,2                   | 10,5                   | 10,2                   | 10,2                   | 9,6                    | 10,5                   | 9,5                    | 10,2                   | 9,6                    | 10,5                   | 9                      | 9,9 à 10,4             | 9,4                    |                        | 8,7                    | 8,9                    | 8,8                    | 9                      |
| Consommation (en L/100 km) | 4,1                    | 4,9                    | 5                      | 4,2                    | 3,7                    | 4,2                    | 4,7                    | 5,6                    | 3,7                    | 5,6                    | 5,6                    | 5,7                    | 6,7                    | 4,3                    | 5,3                    | 5,3                    | 6                      | 4,5                    | 5,4 à 5,6              | 5,6                    |                        | 4,9                    | 5,4                    | 5,9                    | 6,1                    |
| Émissions de CO2 (en g/km) | 109                    | 129                    | 132                    | 98                     | 98                     | 98                     | 154                    | 147                    | 98                     | 139                    | 139                    | 140                    | 177                    | 114                    | 139                    | 140                    | 164                    | 118                    | 144 à 147              | 147                    |                        | 129                    | 144                    | 155                    | 162                    |

2.0 CDTI 195ch Biturbo
La nouveauté du système BiTurbo de l'Insignia réside dans deux turbines de tailles différentes qui travaillent séparément ou ensemble. Le turbocompresseur le plus petit est plus apte à prendre des tours aux régimes les plus faibles du moteur. À régime intermédiaire (2500 tours environ), les deux turbocompresseurs fonctionnent ensemble. Le plus gros turbocompresseur pré comprime l'air d'admission, avant qu'il ne soit pleinement comprimé avec le plus petit turbo. Une soupape de dérivation est chargée en permanence de dériver une partie des gaz d'échappement sur le plus gros turbo. À partir d'environ 3 000 tr/min, tous les gaz sont dirigés directement sur le plus gros turbocompresseur.
L'Insignia BiTurbo franchit le zéro à 100 km/h en 8,7 secondes et atteint une vitesse de pointe de 230 km/h sur circuit fermé.
Équipée du Start/Stop, l'Opel Insignia 2.0 CDTI BiTurbo 195 chevaux affiche une consommation de 4,9 litres aux 100 kilomètres avec des émissions de CO2 par km de 129 g/km.
Essence
|                            | 1.6 115                | 1.8 140                | 1.4 140                | 1.6 170                | 1.6 170                | 1.6 180                | 2.0 220                | 2.0 220                | 2.0 250                | 2.8 260                | 2.8 260                | 2.8 325                | 2.8 325                | 2.8 325                | 2.8 325                |
| Moteur                     | 4 cylindres en ligne   | 4 cylindres en ligne   | 4 cylindres en ligne   | 4 cylindres en ligne   | 4 cylindres en ligne   | 4 cylindres en ligne   | 4 cylindres en ligne   | 4 cylindres en ligne   | 4 cylindres en ligne   | V6                     | V6                     | V6                     | V6                     | V6                     | V6                     |
| Cylindrée                  | 1 598 cm3              | 1 796 cm3              | 1 364 cm3              | 1 598 cm3              | 1 598 cm3              | 1 598 cm3              | 1 998 cm3              | 1 998 cm3              | 1 998 cm3              | 2 792 cm3              | 2 792 cm3              | 2 792 cm3              | 2 792 cm3              | 2 792 cm3              | 2 792 cm3              |
| Puissance maximale         | 116 ch à 6 000 tr/min  | 140 ch à 6 300 tr/min  | 140 ch à 4 900 tr/min  | 170 ch à 4 250 tr/min  | 170 ch à 4 250 tr/min  | 180 ch à 5 500 tr/min  | 220 ch à 5 300 tr/min  | 220 ch à 5 300 tr/min  | 250 ch à 5 300 tr/min  | 260 ch à 5 500 tr/min  | 260 ch à 5 500 tr/min  | 325 ch à 5 250 tr/min  | 325 ch à 5 250 tr/min  | 325 ch à 5 250 tr/min  | 325 ch à 5 250 tr/min  |
| Couple maximal             | 155 N m à 4 000 tr/min | 175 N m à 3 800 tr/min | 200 N m à 1 850 tr/min | 280 N m à 1 650 tr/min | 280 N m à 1 650 tr/min | 230 N m à 2 050 tr/min | 350 N m à 2 000 tr/min | 350 N m à 2 000 tr/min | 400 N m à 2 400 tr/min | 350 N m à 1 900 tr/min | 350 N m à 1 900 tr/min | 435 N m à 5 250 tr/min | 435 N m à 5 250 tr/min | 435 N m à 5 250 tr/min | 435 N m à 5 250 tr/min |
| Boîte de vitesses          | BVM6                   | BVM6                   | BVM6                   | BVM6                   | BVA6                   | BVM6                   | BVM6                   | BVA6                   | BVM6 4x4               | BVM6 4x4               | BVA6 4x4               | BVM6                   | BVM6 4x4               | BVA6                   | BVA6 4x4               |
| Vitesse maximale           | 192                    | 207                    | 205                    | 220                    | 210                    | 225                    | 242                    | 240                    | 250                    | 250                    | 250                    | 250                    | 250                    | 250                    | 250                    |
| 0-100 km/h                 | 12,9                   | 11,4                   | 10,9                   | 9,2                    | 9,9                    | 8,9                    | 7,6                    | 7,8                    | 7,5                    | 6,9                    | 7,1                    | 6                      |                        | 6,3                    |                        |
| Consommation (en L/100 km) | 7,4                    | 7,6                    | 5,6                    | 6,2                    | 7                      | 7                      | 8,8                    | 9,6                    | 8,3                    | 11,2                   | 11                     | 10,6                   |                        | 10,7                   |                        |
| Émissions de CO2 (en g/km) | 174                    | 178                    | 132                    | 126                    | 155                    | 164                    | 207                    | 225                    | 194                    | 263                    | 258                    | 249                    |                        | 251                    |                        |

### Technologies
Opel Eye
L'Opel Insignia est la première voiture d'Opel à être équipée du système Opel Eye. Grâce à ce dispositif, la voiture est capable de distinguer les panneaux de signalisations et ainsi avertir son conducteur de la limitation en vigueur sur la portion de route. L'Opel Eye utilise une caméra placée dans le rétroviseur intérieur capable de prendre 30 images à la seconde. Ensuite analysées par des processeurs, le logiciel repère d'abord les formes rondes des panneaux, puis décrypte les chiffres. Opel Eye est capable de distinguer les panneaux à 100 mètres de distance. L'information de limitation est ensuite affichée sur la console du conducteur.
La caméra surveille aussi constamment le marquage au sol pour avertir immédiatement le conducteur, grâce à un signal sonore et visuel, de tout franchissement de ligne sans avertissement préalable.
L’indicateur de distance de sécurité affiche en permanence, sur le tableau de bord, la distance séparant l’Opel Insignia du véhicule qui la précède. L’alerte de collision frontale, elle, s’active dès que le véhicule dépasse les 30 km/h et émet un signal sonore et visuel en cas de risque de collision.
Châssis adaptatif FlexRide
Le châssis FlexRide possède différents modes de conduite (Normal, Sport, Tour) qui s'adaptent automatiquement au style de conduite et au revêtement de la chaussée. Les différents modes du châssis FlexRide modifient le comportement dynamique de l'Insignia selon les envies du conducteur, privilégiant le confort ou le dynamisme. L'activation du mode "Sport" améliore la réponse du moteur aux sollicitations de la pédale d’accélérateur, les suspensions ainsi que la direction sont raffermies pour un meilleur ressenti et les rapports de la boite automatique allongés pour plus de sportivité. En plus de tout cela, le tableau de bord passe au rouge pour donner une ambiance plus sportive a l'habitacle. À l'inverse le mode "Tour" privilégie le confort de roulement : les suspensions deviennent plus souples ce qui permet à la voiture de gagner en confort, et la direction plus légère pour faciliter les manœuvres. Les modes de conduite peuvent également être gérés par le biais de l’écran multimédia permettant de personnaliser les différents réglages pour correspondre au style de conduite de l'usager.
Dans certaines situations jugées nécessaires (accélération brutale, route sinueuse...), le châssis FlexRide peut automatiquement ajuster les réglages afin de fournir un maximum de sécurité.
Régulateur de vitesse adaptatif
Grâce à un capteur situé dans la calandre, le régulateur de vitesse adaptatif conserve la distance de sécurité sélectionnée et adapte l'allure de la voiture en intervenant automatiquement sur les freins et l'accélérateur. - Sur les modèles à transmission automatique, le système ACC peut stopper complètement l’Insignia en cas d’arrêt du véhicule qui la précède. Il suffit alors d’appuyer sur l’accélérateur pour repartir.
Autres technologies
L'Insignia possède aussi l'alerte de présence dans l’angle mort, caméra de recul, alerte de changement de voie et de recul dangereux, les phares adaptatifs directionnels Bi-Xénon avec 9 modes d'éclairage dont assistant de feux de route.

### Galerie

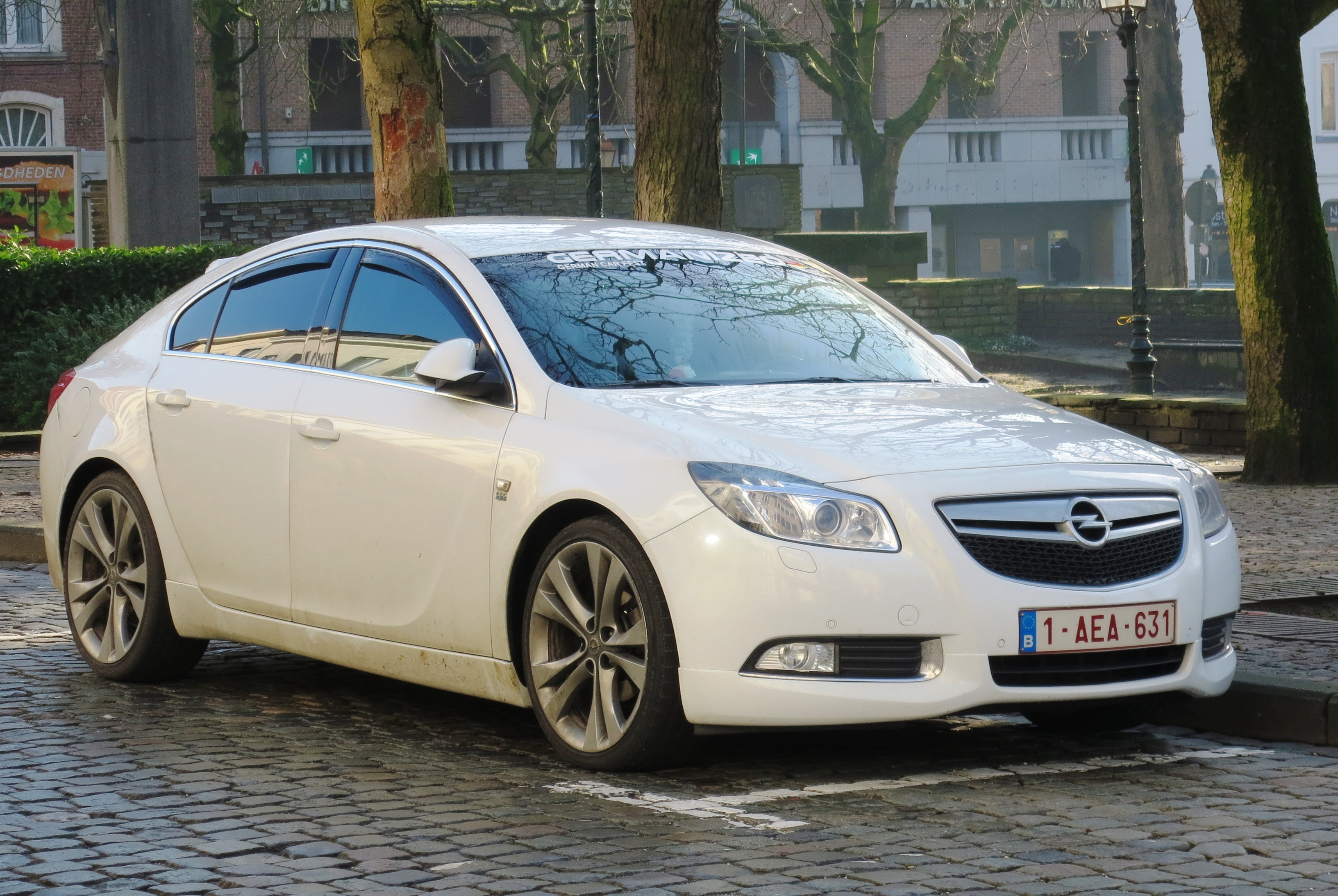
Opel Insignia Phase I
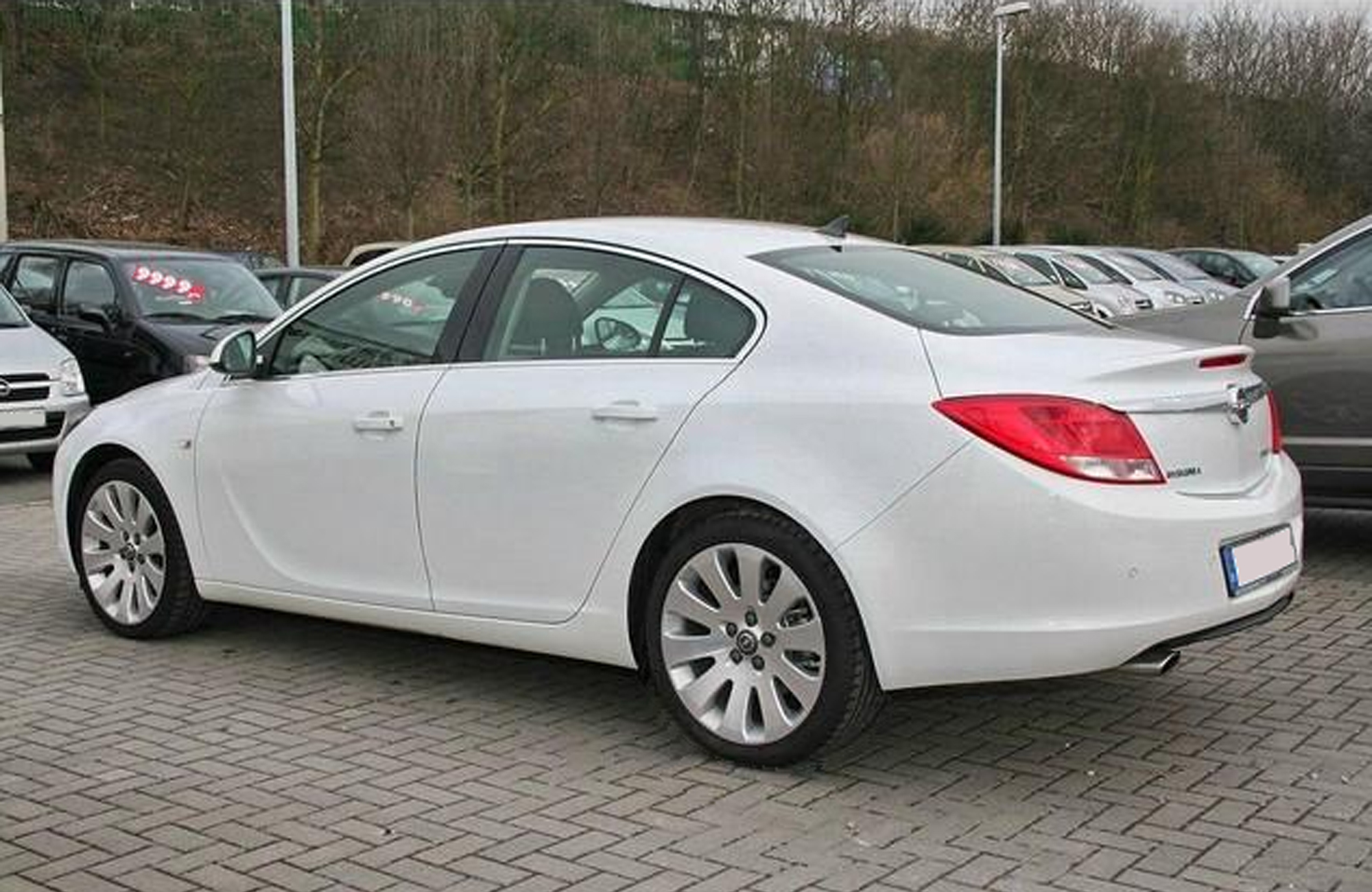
Opel Insignia Sedan 4 portes
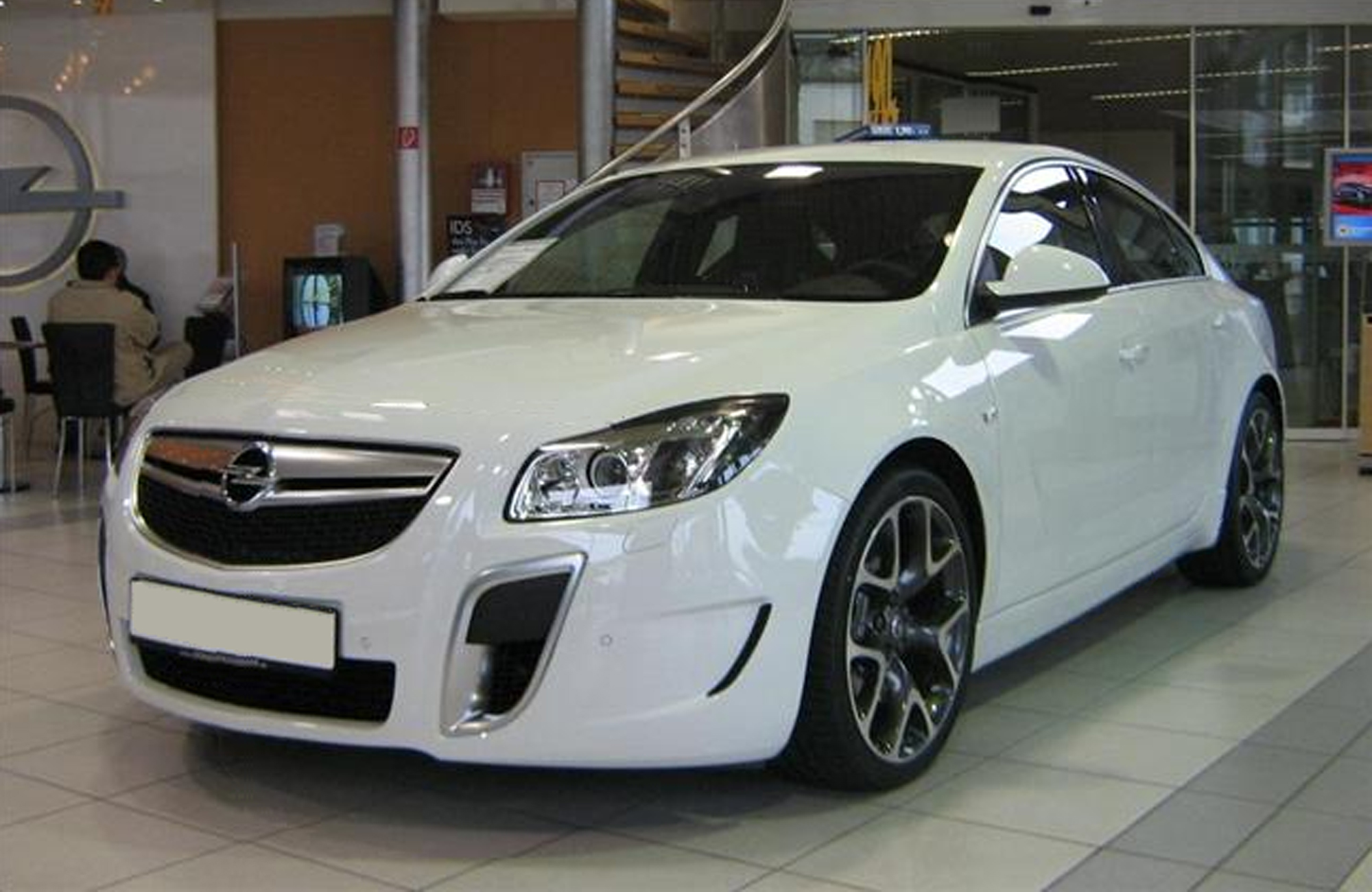
Opel Insignia OPC
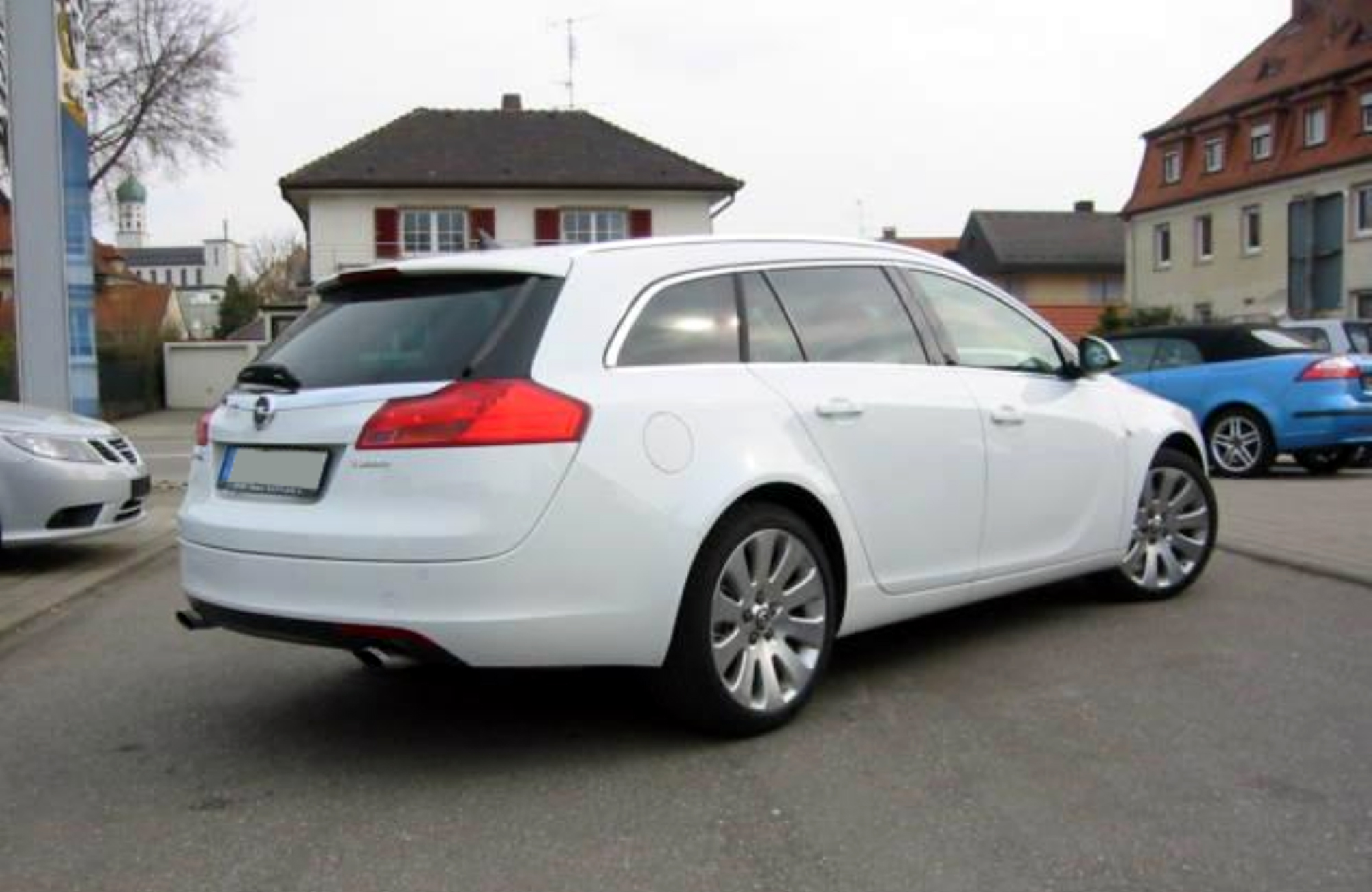
Opel Insignia Sports Tourer Phase I
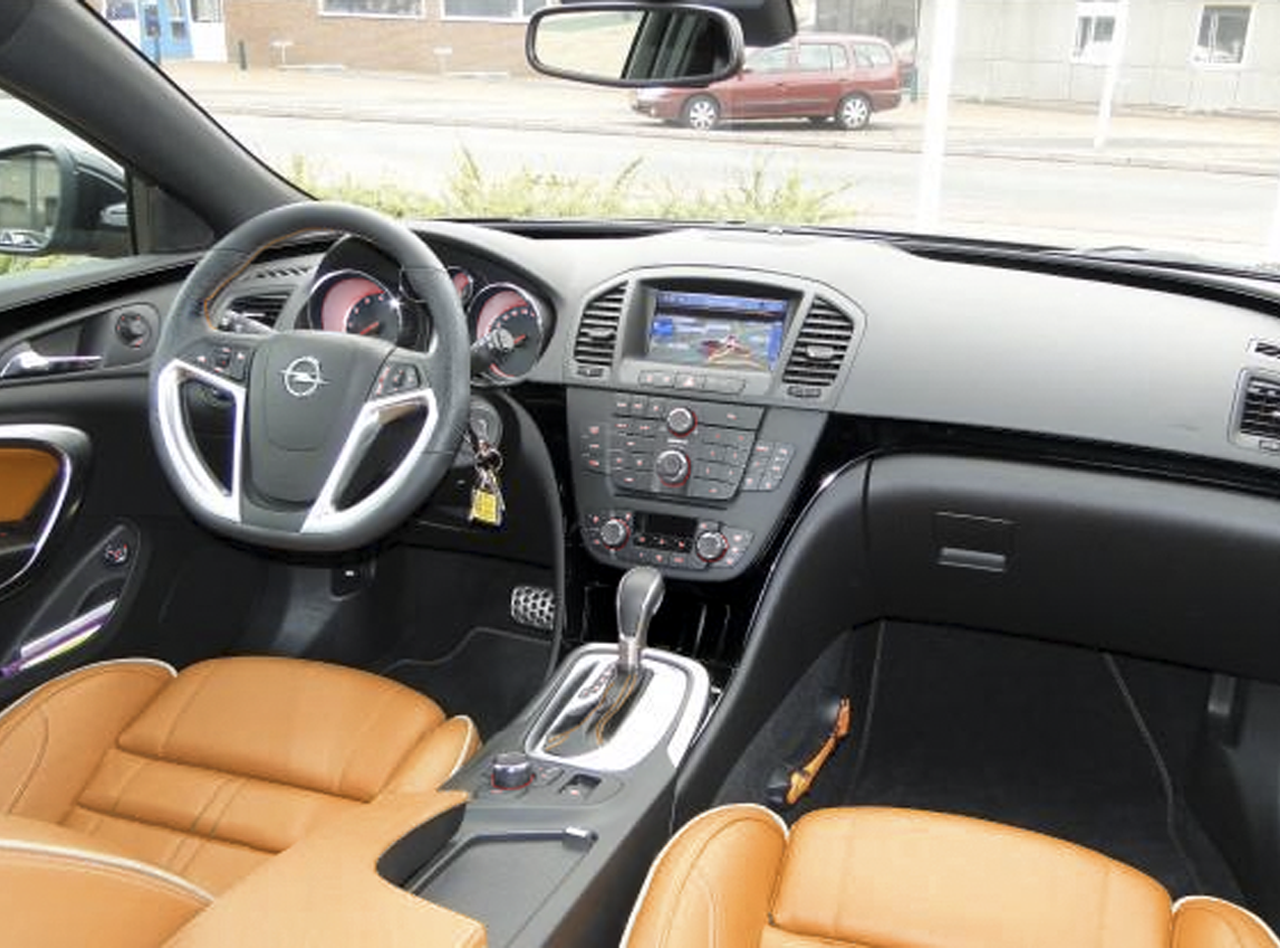
Intérieur Phase I

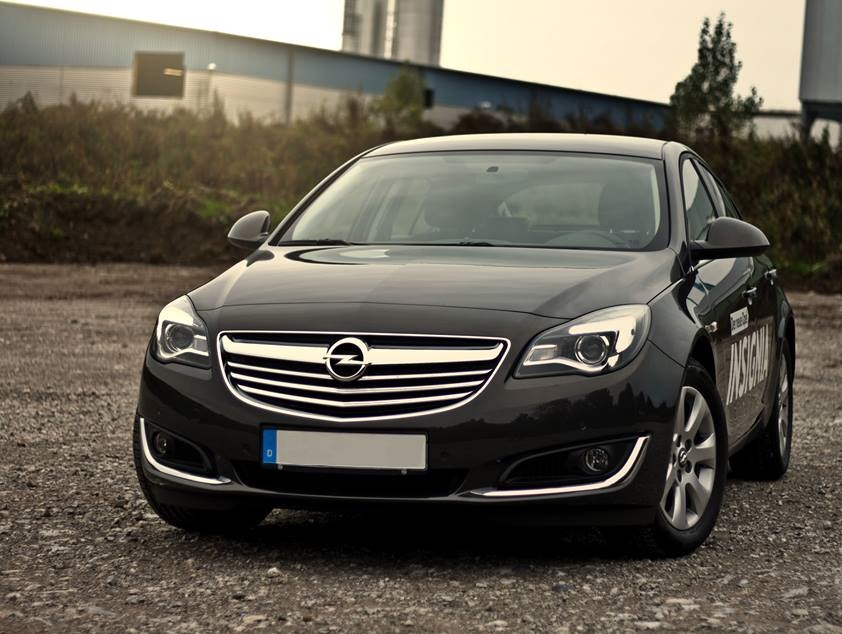
Opel Insignia Phase II
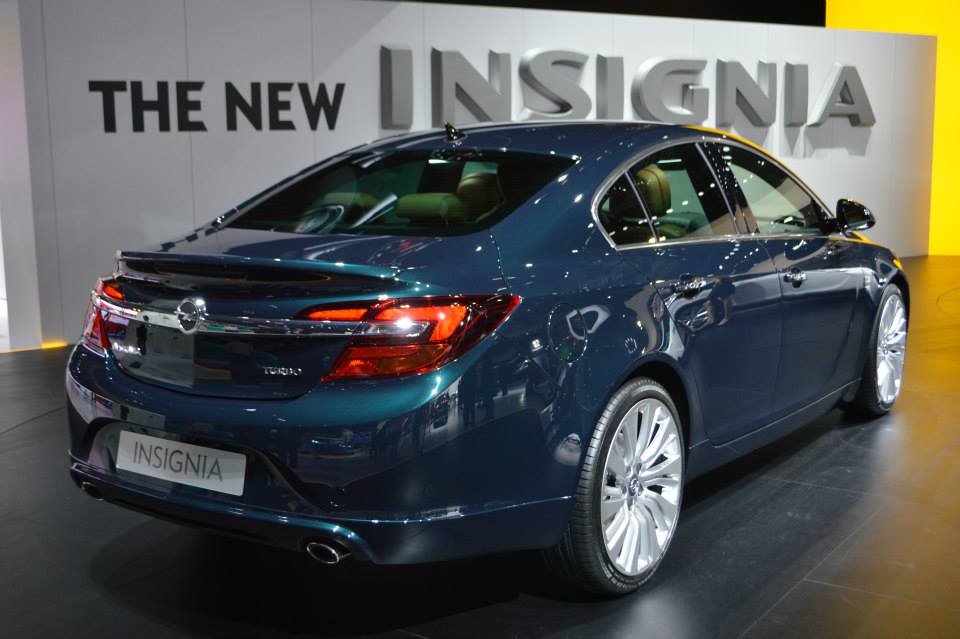
Opel Insignia Phase II
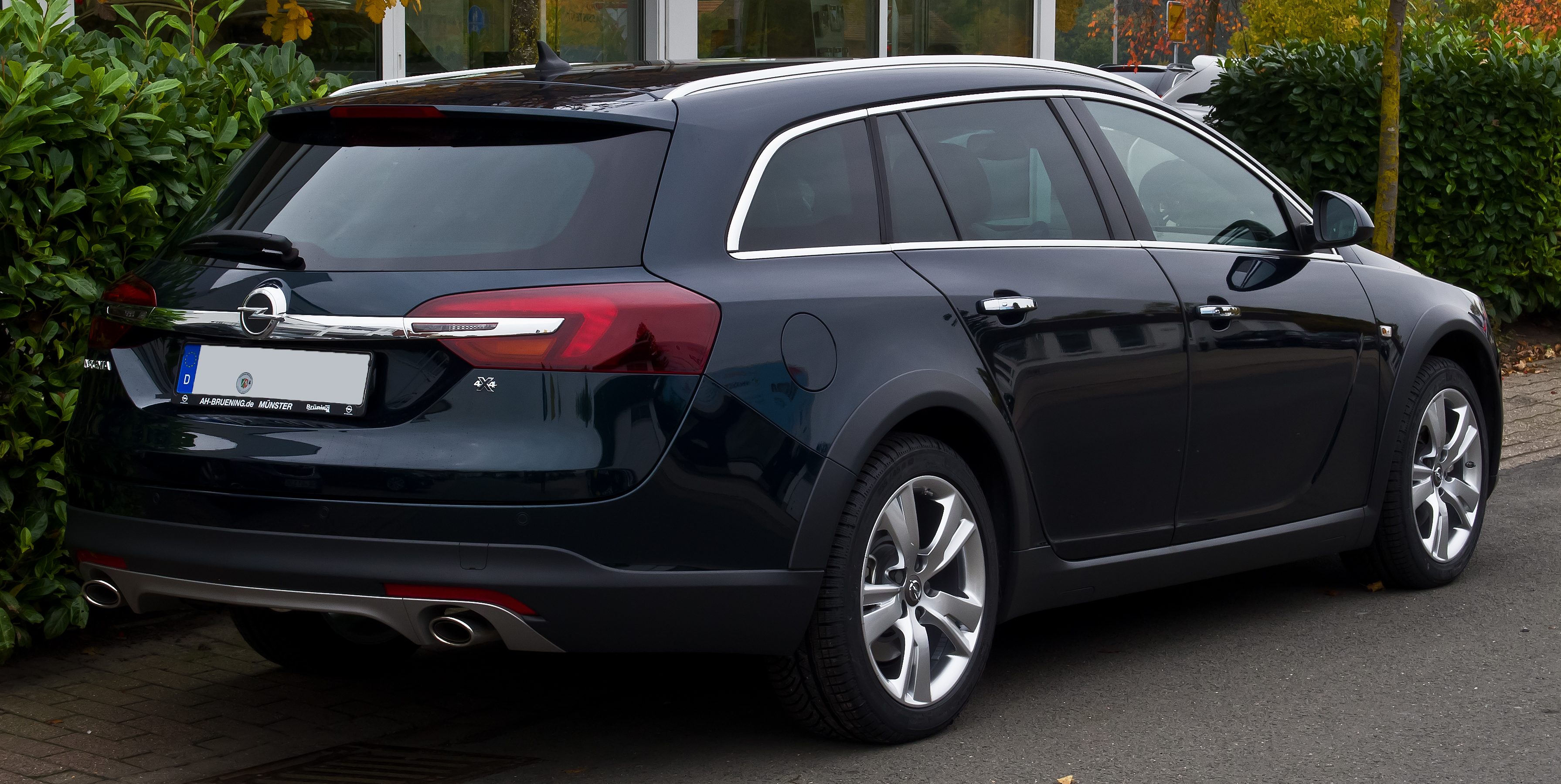
Opel Insignia Country Tourer Phase II
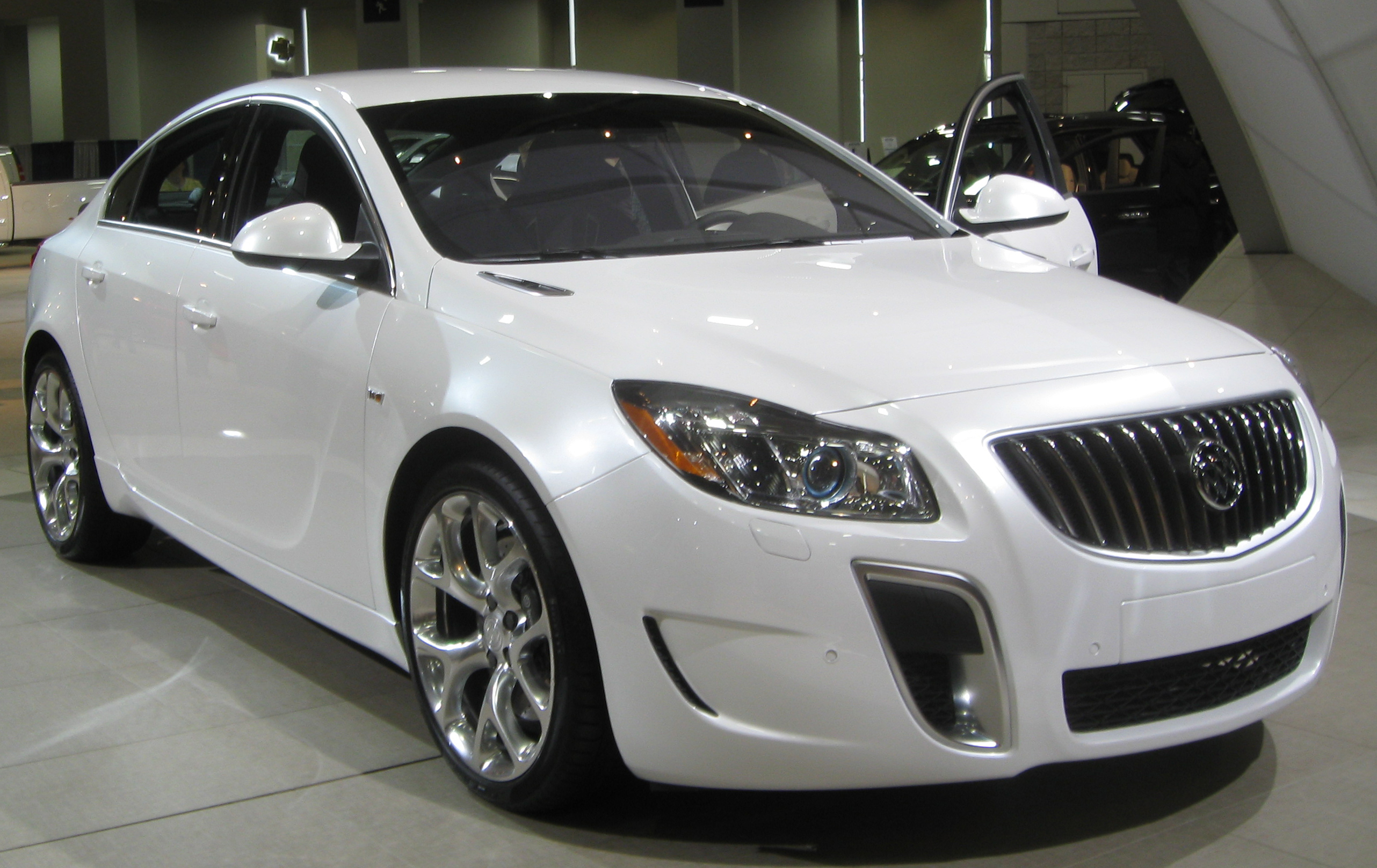
Buick Regal (Amérique du Nord et Chine)
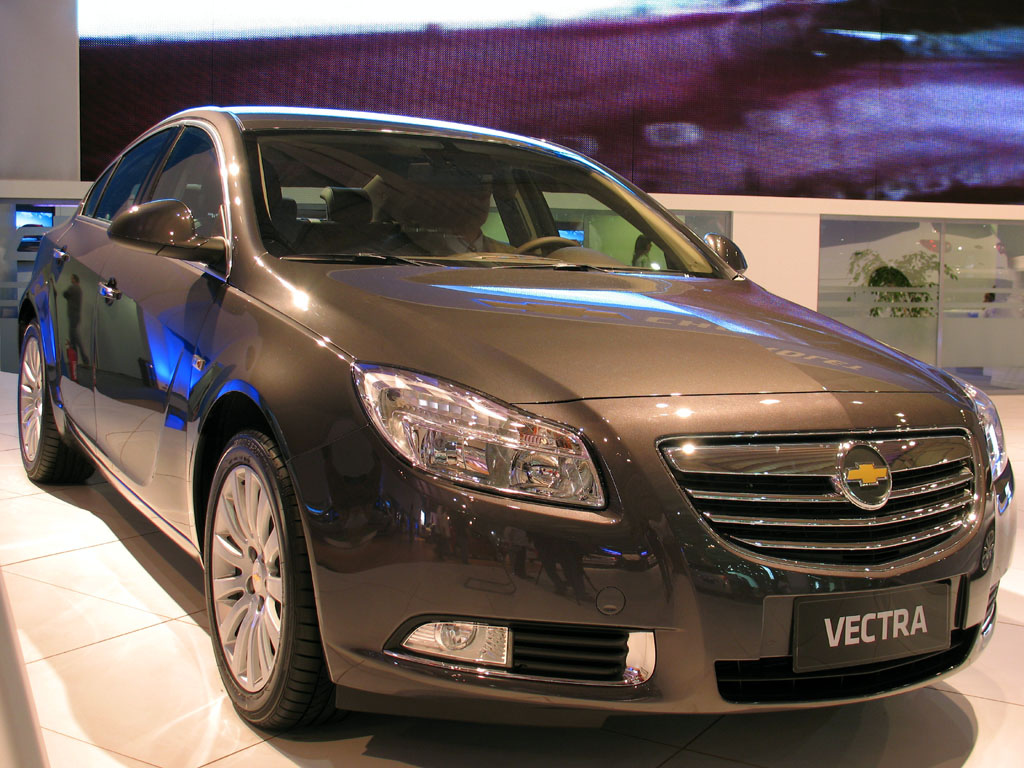
Chevrolet Vectra II

## Opel Insignia II Grand Sport (2017-2022)
La seconde génération de l'Opel Insignia est dévoilée le 7 décembre 2016 dans sa version 5 portes, avec le suffixe Grand Sport, affichant son statut haut de gamme. Elle est présentée en Europe pour la première fois au Salon de Genève 2017, même dans sa déclinaison suivante le break Sports Tourer, peu après dans sa version baroudeuse Country Tourer avant d'être commercialisée mi-2017.
Basé sur la plateforme technique GM E2XX à l'instar de la Chevrolet Malibu de neuvième génération, ce modèle est le dernier de la marque à avoir été entièrement développé sous la propriété de General Motors, avant la vente d'Opel au Groupe PSA en mars 2017.

### Phase 2

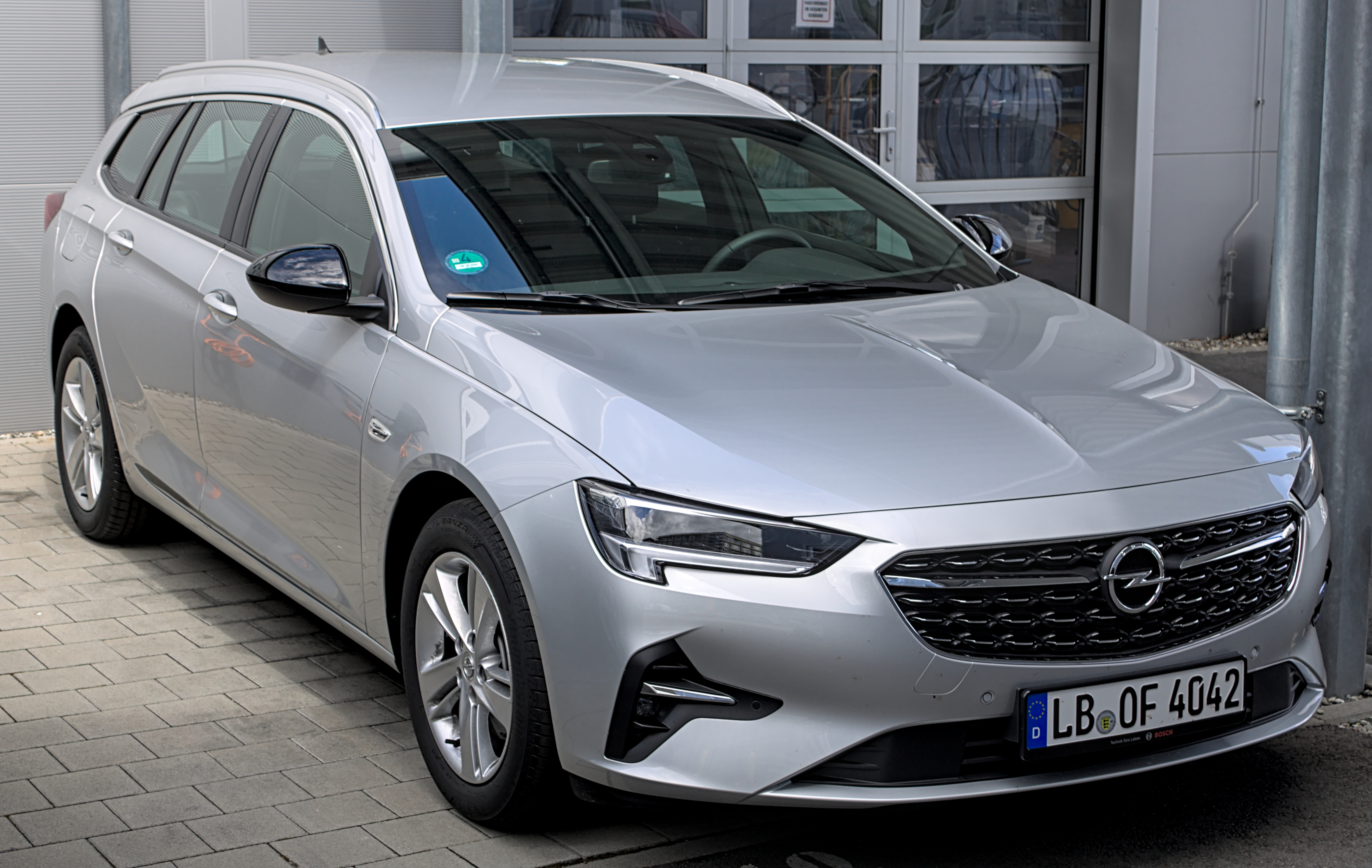
Opel Insignia Sports Tourer (2020)

En novembre 2019, la seconde génération d'Insignia reçoit un restylage.
L'Insignia II quitte la gamme Opel en 2022.

### Design
L'Insignia Grand Sport est présentée pour la première fois au salon de Genève 2017. Elle est plus large de 3 cm de et plus grande de 5,5 cm (4,90 m pour la berline et 4,99 pour le Break SportsTourer) que sa devancière, l'Insignia I.
Cette augmentation des dimensions traduit la volonté de la marque de s'illustrer dans le segment des routières grâce à une dotation et une qualité de fabrication en progrès par rapport à la précédente génération.
Inspirée du concept-car Monza, l'Insignia II arbore les nouveaux codes stylistiques d'Opel, en particulier la nouvelle calandre noire mettant en valeur le logo par un jonc chromé. Les phares intègrent des feux de jour à LED en forme d'ailes et un système d'éclairage matriciel Intellilux capable de s'adapter aux variations de la route et du trafic. Les éléments de design de la voiture, comme les rétroviseurs, ont été conçus afin de limiter au maximum la prise au vent pour réduire les bruits aérodynamiques et la consommation de carburant.
Côté intérieur, la planche de bord de l'Insignia adopte une structure horizontale typique chez Opel, dans l'esprit de l'Astra. Plus moderne, l'intérieur offre des équipements tels que l'affichage tête haute couleur, un écran tactile 20 cm sur les finitions hautes ainsi qu'un système de recharge de smartphone par induction.
De plus Opel a mis l'accent sur le travail des sièges certifiés AGR afin de réduire la fatigue lors des longs trajets.
Cette génération profite également d'une mise à jour technologique avec l'intégration d'équipements de sécurité tels que l’avertissement de franchissement de ligne, le régulateur de vitesse adaptatif, la lecture des limitations de vitesse, la surveillance des angles morts et le système de télématique OnStar.

### L'Insignia Sports Tourer
Plus longue de 8 cm que la variante berline (soit 4,99 m), la variante break Sports Tourer possède dimensions comparables aux véhicules de la catégorie supérieure tels que la Classe E Estate de Mercedes-Benz, la Série 5 Break de BMW, et l'A6 Avant d'Audi. Mais l'Insignia Sports Tourer propose un volume de coffre en retrait de celles-ci. Originalité stylistique, la poupe est reliée à l'avant par un jonc chromé qui part des phares arrière et qui se prolonge le long des vitres jusqu'au capot avant. Le break comme la berline visent le marché haut de gamme des routières.

### L'Insignia Country Tourer
L'Insignia Country Tourer est dévoilée officiellement en avril 2017. Basée sur le modèle SportsTourer, elle se démarque par une garde au sol augmentée, par l'ajout de sabots de protection et d'arches de roues noires afin d'afficher un look baroudeur. Bien qu'elle puisse être équipée d'un système de transmission intégrale à contrôle de traction, cette version se contente de deux roues motrices sur les motorisations de base.

### Version sportive

#### GSi
Opel dévoile une version sportive de l'Insignia baptisée Insignia GSi. Elle se distingue par ses entrées d'air spécifiques, ses jantes de 20 pouces, ses jupes latérales et ses deux pots d'échappement. Elle est alimentée par un moteur 2.0 développant une puissance de 260 ch, un couple de 400 N m tous dotés d'une transmission intégrale et d'une boîte automatique à 8 rapports. Prochainement présentée au Salon de Francfort 2017, elle ne sera pas lancée en France et ses amateurs devront se tourner vers la prochaine Insignia OPC. Finalement, elle est commandable en France en décembre 2017 à partir de 46 730 euros.

## Concept
L'Opel Insignia est préfigurée par le concept-car Opel Insignia Concept dévoilé au Salon de l'automobile de Genève 2003 en Suisse. Il a été créé par les designers Mark Adams et Malcom Ward. Ce concept dispose d'un système de suspension hydropneumatique, un mécanisme de pantographe comme pour les portes arrière coulissantes, de la technologie d'éclairage à LED et d'un moteur V8 provenant de la Chevrolet Corvette.
Début 2005, il a été annoncé par Opel que ce concept-car aux technologies innovantes ne peut pas être construit en série car trop coûteux. Ce véhicule est resté donc une étude de concept pur mais il a inspiré l'Opel GTC Concept en 2007.